# خاندان هاچیسوکا
خاندان هاچیسوکا (به ژاپنی: 蜂須賀氏 Hachisuka-shi) یکی از خاندان‌های ژاپنی منشعب شده از خاندان آشیکاگا و خاندان شیبا بود.